# Krvavi Potok
Krvavi Potok – wieś w Słowenii, w gminie Hrpelje-Kozina. 1 stycznia 2017 liczyła 83 mieszkańców.